# Первый импичмент Дональда Трампа

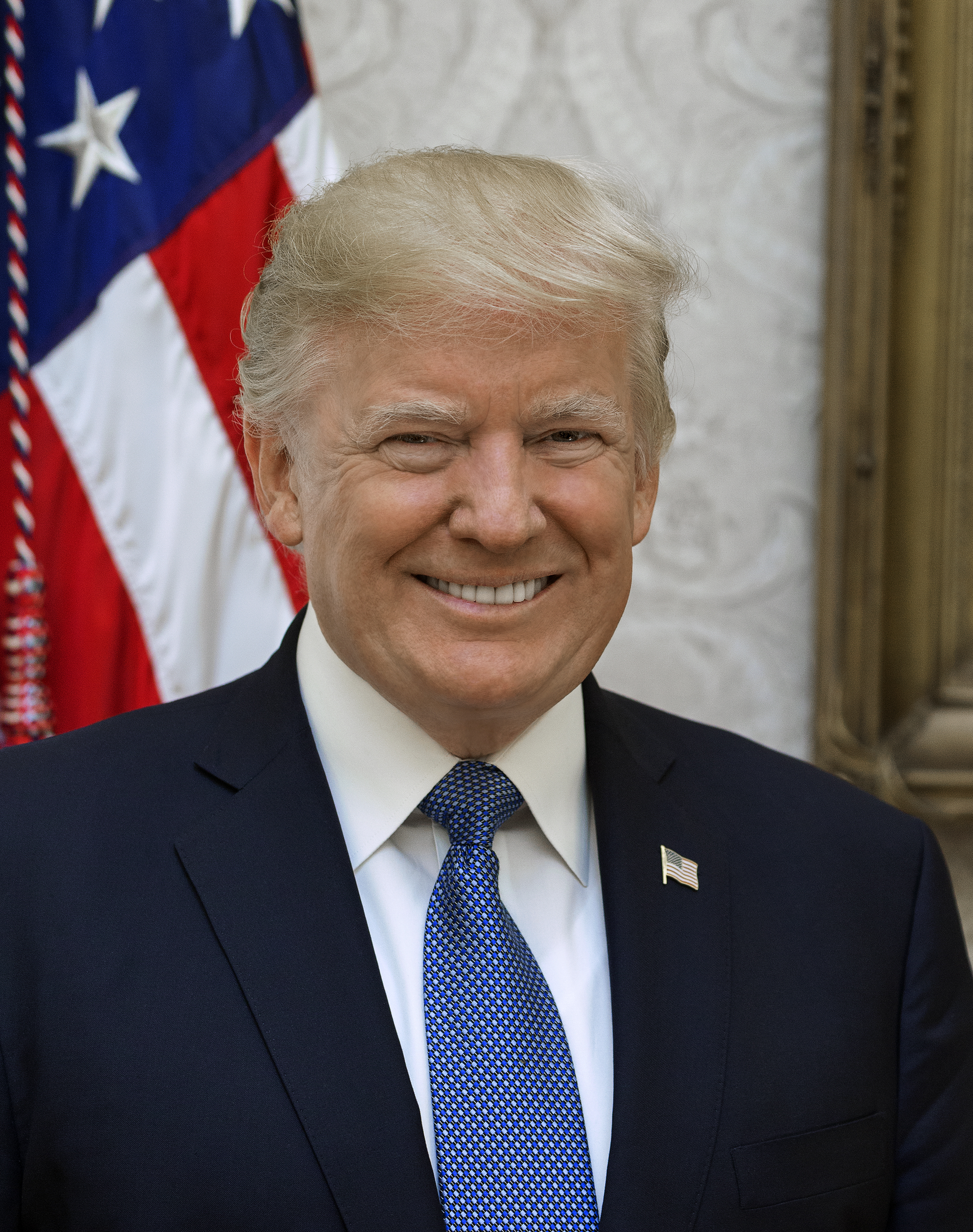
45-й президент США Дональд Трамп

Расследование по делу об импичменте президента США Дональда Трампа было инициировано 24 сентября 2019 года спикером Палаты представителей США Нэнси Пелоси. Расследование, предваряющее официальное объявление импичмента, было начато в связи с заявлением анонимного информатора, утверждавшего, что президент Трамп в июле 2019 года оказывал давление на президента Украины Владимира Зеленского в собственных личных и политических интересах — а именно, с целью склонить украинские власти к расследованию причастности к коррупционным схемам Хантера Байдена, сына бывшего вице-президента Джо Байдена, в обмен на финансовую и военную помощь.
Под давлением обвинений Белый дом был вынужден опубликовать меморандум (стенограмму) разговора Трампа с Зеленским; из документа стало ясно, что Трамп действительно просил Зеленского «разобраться» в вопросе о Байденах (Джо Байден являлся главным противником Трампа на президентских выборах 2020 года).
При этом, в июле 2019 года, за неделю до телефонного разговора с Зеленским, Трамп дал указание приостановить военную помощь Украине. Лидеры Демократической партии США предполагают, что замораживание военной помощи могло иметь целью прямое или косвенное давление на украинские власти с целью расследования дела Хантера Байдена. Трамп эти обвинения отвергает.
31 октября Палата представителей Конгресса США приняла резолюцию об официальном начале процедуры импичмента президента Трампа.
18 декабря 2019 года Палата представителей провела финальные дебаты по импичменту, поставив на голосование две статьи обвинений против Дональда Трампа — «злоупотребление властью» и «препятствование расследованию Конгресса». Обе статьи были утверждены — таким образом, было принято решение объявить импичмент, и Дональд Трамп стал третьим президентом в истории США, в отношении которого Палата представителей Конгресса приняла такое решение.
Финальное голосование в Палате представителей по резолюции о передаче обвинительного заключения в рамках процедуры импичмента Д. Трампа после долгих задержек состоялось 15 января 2020 года. На следующий день статьи обвинения были переданы из Палаты представителей в Сенат.
5 февраля 2020 года, по завершении рассмотрения предъявленных обвинений в Сенате, Трамп был оправдан по обеим статьям.
13 января 2021 года попытка второго импичмента президента Трампа была инициирована Палатой представителей после событий на Капитолийском холме в январе 2021 года. Сторонники отставки президента предлагали вице-президенту Пенсу отрешить Трампа от власти на основании 25-й поправки Конституции и начать процедуру импичмента, но Пенс отказался пользоваться данной поправкой во избежание создания «опасного прецедента».

## Предыстория

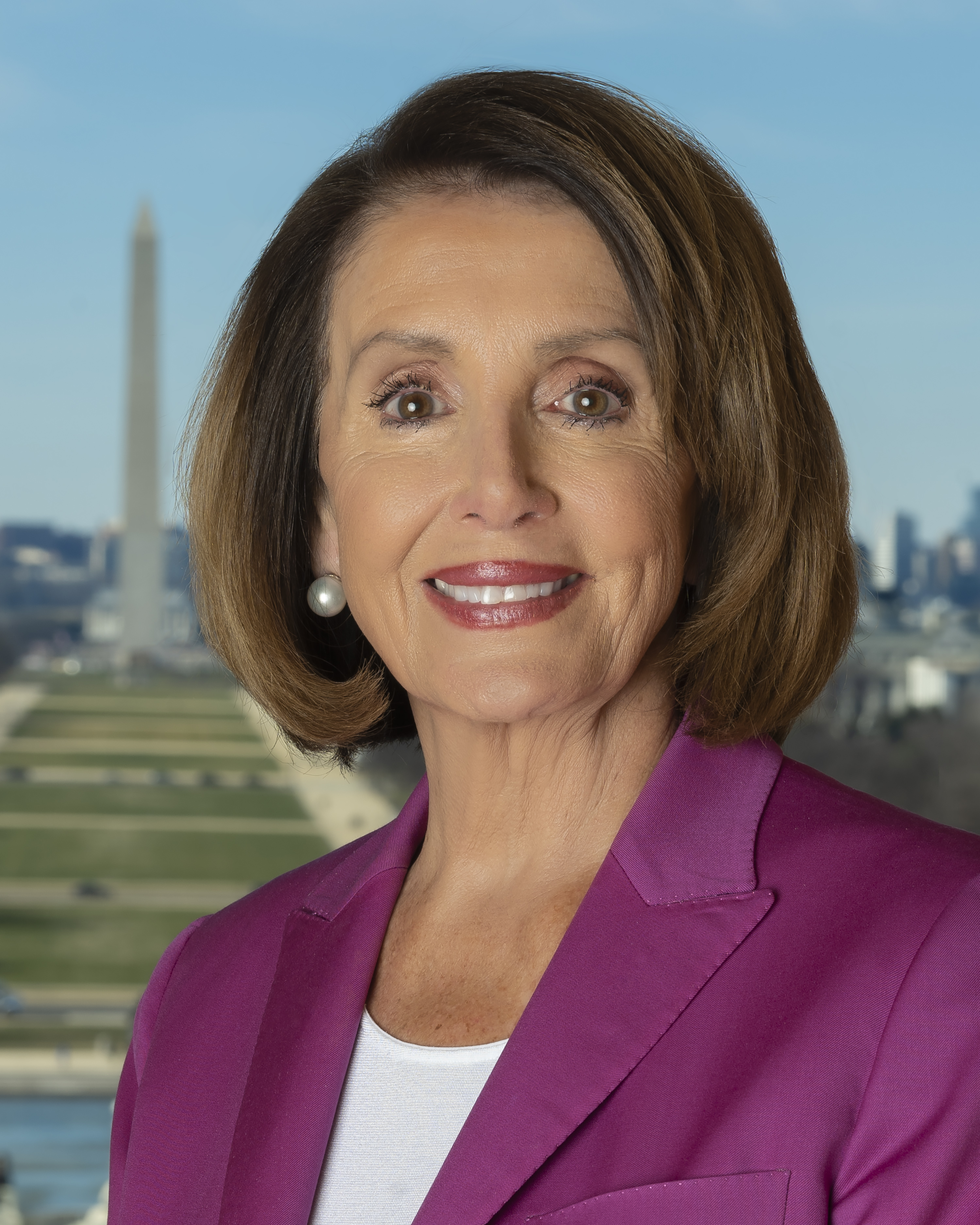
Нэнси Пелоси

Попытки импичмента Дональда Трампа предпринимались неоднократно, с самого его вступления в должность. Разговоры об импичменте начались ещё до того, как Трамп вступил в должность. Первые официальные действия в этой связи были предприняты членами Палаты представителей от Демократической партии Алом Грином и Брэдом Шерманом в 2017 году. В декабре 2017 года голосование по вопросу об импичменте, состоявшееся в Палате представителей, контролировавшейся на тот момент республиканцами, провалилось.
Сразу же после президентских выборов 2016 года российские спецслужбы были обвинены во вмешательстве, повлиявшем на исход голосования, а в США было начато широкомасштабное расследование возможного сговора команды Дональда Трампа с российскими властями. Расследование спецпрокурора США Роберта Мюллера, длившееся два года, окончилось поражением противников Трампа — обвинения в сговоре не были доказаны. В докладе Мюллера, опубликованном 18 апреля 2019 года, не было сделано никаких выводов о том, препятствовал ли Трамп правосудию. Мюллер, однако, дал понять, что такое решение должен принять Конгресс. В результате в Конгрессе вновь стали раздаваться призывы к объявлению импичмента.
Тем временем демократы, получившие контроль над Палатой представителей в результате промежуточных выборов в Конгресс 2018 года, начали против президента США новое антикоррупционное расследование. 17 января 2019 года против Трампа были выдвинуты новые обвинения — утверждения, что глава государства давал указания своему адвокату Майклу Коэну лгать под присягой о непричастности Трампа к проекту строительства башни Трампа в Москве. В связи с этими обвинениями Трампа призывали «подать в отставку или подвергнуться импичменту», если обвинения будут доказаны.
Спикер Нэнси Пелоси первоначально сопротивлялась давлению от коллег по Демократической партии, призывавших её начать процедуру импичмента. В мае 2019 года она, однако, заявила, что Трамп продолжает совершать действия, которые она охарактеризовала как препятствование отправлению правосудия, — и подобные действия могут потребовать проведения расследования по вопросу об импичменте.
Начала такого расследования требовало всё большее число демократов — членов Палаты представителей и даже один республиканец, Джастин Амаш (Мичиган).
Резолюции Конгресса
- H. Res. 13[42] внесена 3 января 2019 года конгрессменом Брэдом Шерманом (Демократическая партия, Калифорния)[43]; содержала обвинения во вмешательстве в расследование прокурора Мюллера; была передана в Судебный комитет и Подкомитет по Конституции, гражданским правам и гражданским свободам 4 февраля 2019 года[44].
- H. Res. 257[45] внесена 27 марта 2019 года Рашидой Тлейб (Демократическая партия, Мичиган)[46] с требованием импичмента; передана в Комитет по правилам[47].
- H. Res. 396[48] внесена 22 мая 2019 года Шейлой Джексон Ли (Демократическая партия, Техас)[49]; передана в Комитет по правилам[50].
- H. Res. 498[51] внесена 17 июля 2019 года Алом Грином (Демократическая партия, Техас)[52] — заблокировано 332-95[53][54][55].

## Скандал вокруг разговора Трампа и Зеленского
В сентябре 2019 года в США разразился очередной политический скандал, на этот раз связанный с обвинениями президента Трампа в злоупотреблении своим положением с целью получения компрометирующих материалов против основного оппонента на предстоящих президентских выборах 2020 года — Джо Байдена, бывшего вице-президента США, в обмен на оказание Украине финансовой и военной помощи.
СМИ сообщили, что в период с мая по август 2019 года президент США Дональд Трамп и его личный адвокат Руди Джулиани оказывали давление на новоизбранного президента Украины Владимира Зеленского, пытаясь убедить его возобновить расследование деятельности Хантера Байдена — сына Джо Байдена. 25 июля между Трампом и Зеленским состоялся телефонный разговор, в ходе которого Трамп лично попросил Зеленского посодействовать расследованию коррупционных связей семьи Байденов и передать полученные данные его команде.
Об оказываемом давлении на украинские власти стало известно благодаря рапорту информатора — анонимного сотрудника разведывательного сообщества США, у которого вызвал подозрения телефонный разговор Трампа и Владимира Зеленского, состоявшийся 25 июля. По словам осведомителя, ссылавшегося на информацию, полученную от многочисленных сотрудников Белого дома, президент США, используя свои полномочия, пытался склонить Украину к вмешательству в выборы 2020 года. Осведомитель, в частности, сообщил, что президент США в телефонной беседе с президентом Украины Зеленским пытался оказать на него давление, чтобы тот инициировал расследование против Джо Байдена и его сына Хантера. Кроме того, как заявил информатор, Белый дом попытался ограничить доступ к информации о содержании этой телефонной беседы, присвоив ей повышенный гриф секретности.
Директор национальной разведки США Джозеф Магуайр попытался утаить полученный рапорт от Конгресса, хотя по действующему законодательству его следовало направить на рассмотрение в комитеты по разведке Палаты представителей и Сената.
Узнав о том, что Белый дом пытается скрыть от Конгресса рапорт информатора, спикер Палаты представителей Нэнси Пелоси 24 сентября инициировала расследование, предваряющее объявление импичмента.
По словам Пелоси, «действия президента подрывают честность избирательного процесса, достоинство поста президента и нашу национальную безопасность».
Трамп назвал начатое расследование «Охотой на ведьм».
Нэнси Пелоси объявила, что контролирующие Палату представителей демократы полны решимости действовать оперативно и завершить работу до конца года. По её словам, среди потенциальных свидетелей, которым будут направлены повестки для дачи показаний в комитете по разведке Палаты представителей,— личный адвокат президента Трампа Руди Джулиани, госсекретарь Майкл Помпео и спецпредставитель Госдепартамента США по Украине Курт Волкер.

### Личность информатора
30 октября имя информатора обнародовал в издании RealClearInvestigations журналист-расследователь Пол Сперри. По его данным, это сотрудник ЦРУ Эрик Чарамелла — зарегистрированный член Демократической партии, эксперт по Украине, работавший с вице-президентом США Джо Байденом и Джоном Бреннаном. После прихода к власти Дональда Трампа он ещё некоторое время работал в Совете национальной безопасности, но позднее был направлен обратно в ЦРУ. Известно, что Чарамелла, работая в СНБ, неоднократно передавал журналистам служебную информацию и участвовал в составлении доклада спецпрокурора Мюллера.
В Facebook заявили, что намерены удалять любые упоминания имени осведомителя со страниц пользователей, поскольку это нарушает политику социальной сети, запрещающей разглашать личные данные свидетелей и информаторов. Упоминание имени Эрика пользователями англоязычной версии Wikipedia цензурируется отделом надзора (Oversight) Арбитражного комитета Wikipedia и приводит к немедленному блокированию пользователей. YouTube блокирует видеролики, в названии которых упоминается его имя. Комментарии с его английским именем и фамилией немедленно удаляются. В то же время Twitter принял решение имя информатора из сообщений пользователей не удалять, поскольку это не противоречит политике компании.
Дональд Трамп, напротив, призвал СМИ раскрыть имя информатора, мотивируя это тем, что он «предоставил ложные сведения».
В начале ноября 2019 года газета Washington Examiner сообщила со ссылкой на бывших чиновников Белого дома, что информатор продолжает работать в разведсообществе и специализируется на Украине.
Агенты ФБР дважды пытались добиться встречи с информатором, действуя через его адвокатов, но им было отказано.

## Расследование Палаты представителей
26 сентября на сайте комитета по разведке Палаты представителей США был обнародован датированный 12 августа рапорт информатора. 25 сентября Белый дом был вынужден обнародовать расшифровку самого телефонного разговора между Трампом и Зеленским, состоявшегося 25 июля.
27 сентября Палата представителей большинством голосов (222 — «за», 184 — «против») отвергла предложенную республиканским меньшинством резолюцию, предлагавшую прекратить расследование по вопросу об импичменте Трампа.
Председатели комитета по иностранным делам Элиот Энгел (демократ от штата Нью-Йорк), спецкомитета по разведке Адам Шифф (демократ от штата Калифорния) и комитета по надзору и правительственной реформе Элайджа Каммингс (демократ от штата Мэриленд) направили совместное письмо госсекретарю Майклу Помпео, потребовав предоставить документы, касающиеся контактов Трампа с Зеленским, в том числе данные о том, кто, кроме Трампа, 25 июля участвовал в разговоре с Зеленским. «Мы очень разочарованы, что президент Трамп поставил нас и всю страну в такое положение. Его действия не оставляют нам другого выбора, кроме как отправить запрос»,— заявили конгрессмены.
Для дачи показаний в Конгресс были вызваны бывший посол США на Украине Мари Йованович, спецпредставитель США по Украине Курт Волкер, заместитель помощника госсекретаря Джордж Кент и другие.
3 октября в рамках расследования по вопросу об импичменте показания Конгрессу дал бывший спецпредставитель США по Украине Курт Волкер. Он заявил, что советовал украинским властям не пытаться оказывать влияние на внутриамериканскую политику. Он также утверждал, что ни Трамп, ни кто-либо другой из американской администрации не оказывали на него давление с целью начать на Украине расследование в отношении бывшего вице-президента США Джо Байдена и его сына Хантера. Волкер подтвердил, что летом помог договориться о личной встрече Рудольфа Джулиани с Андреем Ермаком, помощником Зеленского. Курт Волкер тогда якобы предупредил Джулиани, чтобы тот не слишком доверял генеральному прокурору Украины Юрию Луценко, назначенному президентом Порошенко. В августе Луценко ушёл в отставку, а позднее рассказал, что Джулиани неоднократно просил его начать расследование в отношении Байденов, но получал отказ. Волкер назвал «странным» решение американской администрации заморозить 250 млн долларов, выделенных на военную помощь Украине. Деньги замораживались на время проверки, которую инициировал Дональд Трамп. Волкер утверждал, что ему не объясняли, с чем была связана задержка с оказанием помощи. Сам Трамп говорил, что начал проверку из-за опасений по поводу «ненадлежащего использования средств». В сентябре США восстановили военную помощь Украине, но Трамп не исключил того, что финансирование вновь может быть блокировано. Во время слушаний в Конгрессе Курт Волкер заявил, что Трамп считал Украину коррумпированной страной с «ужасными людьми».
8 октября Белый дом уведомил спикера Палаты представителей Нэнси Пелоси, а также председателей трёх комитетов Палаты представителей, что не собирается сотрудничать с ними в рамках процедуры импичмента президента Трампа. Как заявила пресс-секретарь Белого дома Стефани Гришэм, в направленном ведущим демократам в Палате представителей письме подчёркивается, что в начатом ими расследовании «отсутствуют какие-либо законные конституционные основания, видимость объективности и даже самые элементарные гарантии надлежащего судебного разбирательства». Оппонентов президента обвинили в стремлении с помощью процедуры импичмента «пересмотреть итоги выборов 2016 года и повлиять на выборы 2020 года». Администрация Трампа запретила действующим сотрудникам Госдепа и Белого дома, получившим соответствующие повестки, участвовать в слушаниях Конгресса.
Нэнси Пелоси заявила, что отказ Белого дома в сотрудничестве по процедуре импичмента президента США Дональда Трампа — предательство демократии, а действия Трампа «угрожают нашей национальной безопасности, нарушают нашу Конституцию и подрывают честность наших выборов». По её словам, Белый дом пытается скрыть давление администрации США на другие страны с целью склонить их к вмешательству в выборы 2020 года.
Сам Джо Байден, выступая на предвыборном митинге в Нью-Гемпшире, заявил: «Дональд Трамп нарушил свою клятву, предал нацию и совершил действия, влекущие за собой импичмент… Он должен быть подвергнут импичменту».
8 октября слушания в Палате представителей с участием посла США в ЕС Гордона Сондленда не состоялись: Сондленд проигнорировал направленную ему повестку и не явился в Конгресс. Вторым после Курта Волкера свидетелем, выразившим готовность дать показания, стала бывший посол США на Украине Мари Йованович.
Тем временем старший республиканец комитета по иностранным делам Палаты представителей Майкл Маккол обвинил Нэнси Пелоси и других лидеров демократов в умышленном нарушении процедур предыдущих импичментов: «… Адам Шифф и спикер Пелоси намеренно пытаются проигнорировать правила импичмента, отказав республиканцам в праве на двухпартийное расследование, как это было в случае с Ричардом Никсоном и Биллом Клинтоном… Спешка с импичментом убеждает в том, что в этом процессе не будет беспристрастности».
11 октября в Конгрессе прошли слушания с участием бывшего посла США на Украине Мари Йованович. Она обвинила администрацию Трампа в том, что её внешняя политика основана на «защите частных интересов» отдельных лиц. Свою отставку Йованович назвала «невероятной и подозрительной», заявив, что она была уволена «на основании… ни на чём не основанных и надуманных обвинений со стороны людей, которые руководствовались подозрительными мотивами». По словам Йованович, обвинения в её «нелояльности» к президенту Трампу распространял его личный адвокат Рудольф Джулиани: «Я не знаю, по каким причинам господин Джулиани решил объявить мне войну… Возможно, люди, связанные с ним, считали, что их личные финансовые амбиции пострадают из-за антикоррупционной политики, которую мы проводили на Украине».
Бывший старший директор по России Совета национальной безопасности США Фиона Хилл в рамках расследования рассказала о встрече, где поднимался вопрос о расследовании, связанном с Джо Байденом и его сыном. Встреча, на которой присутствовали сама Хилл, бывший советник президента США по национальной безопасности Джон Болтон, некоторые другие представители американской администрации и посол США при ЕС Гордон Сондленд, состоялась 10 июля. По её словам, именно Сондленд поднял вопрос о расследованиях, его прокомментировали другие участники встречи, после чего Фиона Хилл и Джон Болтон решили покинуть совещание, опасаясь, что обсуждение может быть записано. Как утверждает Фиона Хилл, Гордон Сондленд координировал свои действия по вопросу расследования с и. о. шефа аппарата Белого дома Миком Малвейни, а адвокат президента Руди Джулиани прилагал усилия для обхода правительственных процедур для того, чтобы заставить Украину провести расследование.
15 октября Министерство обороны США отказалось предоставлять демократам из Палаты представителей Конгресса документы, касающиеся заморозки военной помощи Украине, которые были запрошены ими в связи с расследованием, проводимым в рамках процедуры импичмента в отношении президента Дональда Трампа. При этом в Минобороны США подчеркнули, что ведомство «готово работать» с профильными комитетами Палаты представителей по данному вопросу.
Пресс-служба вице-президента США Майкла Пенса распространила письмо о том, что вице-президент не будет сотрудничать с конгрессменами-демократами, которые проводят расследование в рамках процедуры импичмента Дональда Трампа. При этом в пресс-службе подчеркнули, что готовы работать с конгрессменами, если те «пожелают вернуться к обычному порядку правомерных просьб, касающихся законодательного надзора», и будут обращаться с «надлежащими просьбами» о предоставлении информации, которой обладает вице-президент. О нежелании давать показания в Конгрессе заявил и сам Руди Джулиани.
17 октября в Конгрессе состоялись слушания с участием Гордона Сондленда, посла США при Евросоюзе, в конце концов согласившегося участвовать в расследовании, несмотря на запрет Госдепартамента. В распространённом накануне тексте его выступления дипломат признал, что адвокат президента Руди Джулиани требовал от Киева проведения расследования в отношении бывшего вице-президента Джо Байдена. Сондленд выразил разочарование тем, что президент Трамп привлёк Джулиани к работе с украинским руководством, и признал, что миссия Джулиани вышла за рамки «укрепления американо-украинских отношений» и «решения стратегических задач внешней политики США в регионе». Ранее Курт Волкер сообщил Конгрессу, что Сондленд играл роль посредника между украинским руководством и Руди Джулиани и знал о служебной переписке, в которой обсуждалась возможность задержки военной помощи Украине для ускорения расследования против Джо Байдена.
22 октября временный поверенный в делах США на Украине Билл Тейлор, выступая в Конгрессе в рамках расследования, предваряющего возможный запуск процедуры импичмента президента Дональда Трампа, заявил, что Вашингтон оказывал давление на Киев в вопросе предоставления помощи. По его словам, Белый дом угрожал отозвать военную помощь, если Украина не объявит о проведении расследования в отношении Байдена. Сам Тейлор заявил, что якобы неоднократно выражал своё недоумение по этому поводу.

29 октября на слушаниях в Конгрессе выступил подполковник армии США Александр Виндман — специалист по Украине Совета национальной безопасности США, входивший в число людей, допущенных к прослушиванию телефонного разговора Трампа с Зеленским 25 июля. Виндман сообщил, что он дважды докладывал свои возражения по поводу давления, которое Трамп оказывал на Зеленского в отношении расследования Дж. Байдена.
За день до дачи показаний по делу об импичменте Трампа, запланированных на 31 октября, покинул свой пост старшего директора по европейским и российским делам в Совете национальной безопасности Тим Моррисон — известный сторонник Джона Болтона.

## Официальное начало процедуры импичмента
31 октября 2019 года Палата представителей Конгресса США санкционировала официальное начало процедуры импичмента президента Трампа. Это решение, в частности, отменило режим секретности в отношении свидетельских показаний, ранее полученных в ходе разбирательства.
13 ноября начались публичные слушания по процедуре импичмента в комитете Палаты представителей по разведке. Всего перед комитетом предстало 12 свидетелей.
Первую телетрансляцию посмотрело 13,8 млн человек. Ответственным за проведение процедуры импичмента назначен Адам Шифф, глава комитета Палаты представителей по разведке. Открывая слушания, он изложил версию событий, которой придерживались организаторы импичмента — согласно этой версии, Дональд Трамп задержал передачу Украине почти 400 млн долларов и оказывал давление на украинского президента Владимира Зеленского, требуя от него расследовать деятельность газовой компании Burisma и утверждения, что Украина вмешивалась в американские выборы 2016 года. Сам Трамп обратился к согражданам со словами о том, что речь идёт о «самом грандиозном скандале в истории американской политики».
Билл Тейлор заявил на слушаниях: «Я столкнулся с неформальным каналом американской дипломатии по отношению к Украине, недоступным для Конгресса. Мы занимались подготовкой встречи Трампа и Зеленского, но, как я позже понял, для этого было условие — расследование в отношении компании Burisma. Это условие должны были передать Зеленскому через неформальный канал, которым руководил Руди Джулиани. В июле на закрытых телефонных переговорах сотрудник бюджетного управления Белого дома сказала, что военная помощь Украине приостановлена. Она не объяснила, почему. Мы возмутились: Украина борется с Россией, она должна чувствовать поддержку США. Но все, что она ответила, что указание дал лично президент».
Бывший посол США на Украине Мари Йованович на слушаниях рассказала о «неофициальном канале» дипломатии США и тайном влиянии украинских коррупционеров (в том числе генпрокурора Юрия Луценко) на принятие решений администрацией Трампа. Мари Йованович сообщила, что она лишилась своего поста в результате кампании по очернению, активными участниками которой были Рудольф Джулиани и Юрий Луценко.
15 ноября во время публичных слушаний в рамках процедуры импичмента Трампа Белый дом опубликовал меморандум первого разговора президента США Дональда Трампа и президента Украины Владимира Зеленского, состоявшегося в апреле после победы Зеленского на выборах. В распространённом сообщении отмечено, что этот текст не является дословным транскриптом беседы — он лишь отображает записи и воспоминания сотрудников из оперативного штаба Белого дома и сотрудников СНБ, которым было необходимо слушать и сохранять содержание разговора в письменной форме.

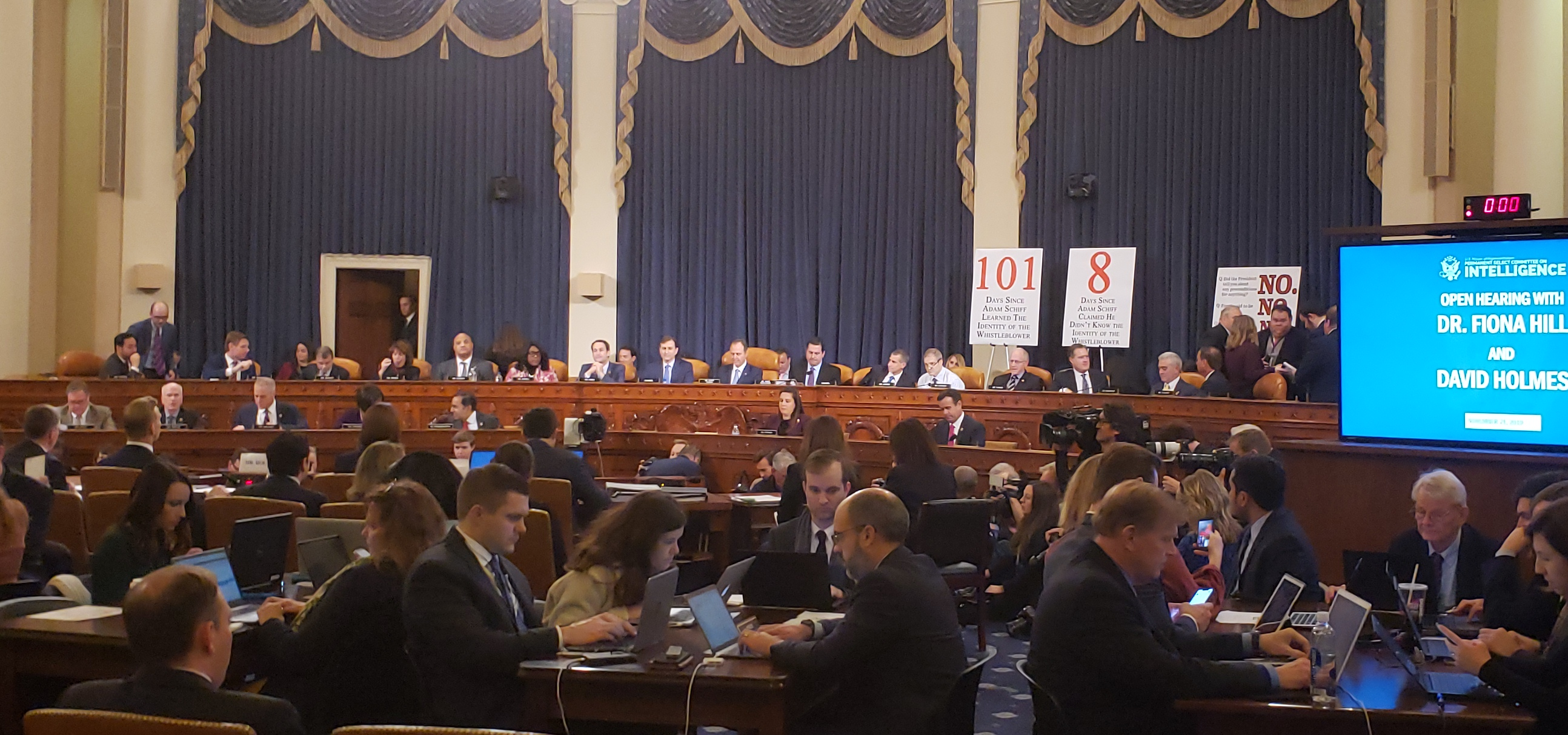
Публичные слушания в Конгрессе, 21 ноября 2019 года. Показания дают Фиона Хилл и Дэвид Холмс

19 ноября в Конгрессе прошли слушания, во время которых с показаниями выступили главный эксперт по Украине Совета национальной безопасности Александр Виндман, советница вице-президента Майка Пенса по России Дженнифер Уильямс, бывший спецпосланник по Украине Курт Волкер и бывший директор департамента по Европе и России в Совете национальной безопасности Тим Моррисон.
21 ноября в Палате представителей завершились слушания об импичменте президента США. Показания давали Фиона Хилл и сотрудник посольства США в Киеве Дэвид Холмс. Фиона Хилл, в частности, выразила мнение, что версию, согласно которой в американские выборы 2016 года вмешивалась не Россия, а Украина, продвигают российские спецслужбы, пытаясь расколоть американское общество.
Теперь, когда слушания завершились, комитет по разведке Палаты представителей должен обобщить показания свидетелей и передать их в юридический комитет Палаты представителей, который должен решить, выносить ли Трампу официальное обвинение. Если оно будет вынесено, то Трамп предстанет перед судом в Сенате.
<…>
Как сообщила 2 декабря газета The Washington Post, конгрессмены-республиканцы подготовили отчёт, касающийся процедуры импичмента президента Дональда Трампа. В документе они опровергают утверждения демократов, что Трамп злоупотребил своей властью и действовал с неуважением к Конгрессу. 123-страничный доклад был опубликован 2 декабря.
3 декабря спецкомитет по разведке Палаты представителей Конгресса одобрил доклад по импичменту президента Дональда Трампа и передал документ в юридический комитет.
Тем временем Республиканская партия перешла в массированное информационное контрнаступление на демократов.
22 ноября Трамп провёл почти часовую беседу по телефону с журналистами Fox News, в ходе которой он назвал Адама Шиффа «больным щенком», а Нэнси Пелоси — «бешеной, как постельный клоп». Трамп ещё раз подтвердил, что не требовал у украинского президента Владимира Зеленского помощи в борьбе со своим конкурентом Джо Байденом, и обвинил демократов в попытке свергнуть его. Трамп сказал, что, когда импичмент будет объявлен и вопрос об определении его вины перейдёт в ведение Сената, он будет настаивать на проведении публичного допроса свидетелей по делу — включая Адама Шиффа, бывшего вице-президента Джо Байдена и его сына Хантера.
Сенатор-республиканец Линдси Грэм обратился к госсекретарю Майку Помпео и запросил все документы о пребывании Джо Байдена на Украине, распечатки его переговоров с Петром Порошенко и материалы о встрече Девона Арчера, бизнес-партнёра Хантера Байдена, с бывшим госсекретарём Джоном Керри. По словам Линдси Грэма, он хочет таким образом «помочь ответить на подозрения, согласно которым вице-президент Байден сыграл роль в увольнении украинского генпрокурора Шокина с целью прекратить расследование против компании, где работал его сын». Байден в ответ предупредил Линдси Грэма, что тот «собирается начать нечто, о чём будет жалеть всю свою жизнь».
Рудольф Джулиани заявил, что у него есть три свидетеля, имеющих прямые доказательства сотрудничества демократов и представителей Украины с целью не допустить избрания президентом Дональда Трампа: «У них есть устные и документальные свидетельства, а также записи, доказывающие участие семьи Байден во взяточничестве, отмывании денег, вымогательстве и других возможных преступлениях». Джулиани пообещал представит материалы об «огромной коррупционной схеме», которые должны «разгромить Демократическую партию».
Лидер республиканского большинства в Сенате Митч Макконнелл заявил, что республиканцы могут самостоятельно установить правила процедуры импичмента президента Дональда Трампа в верхней палате. Эти нормы прописаны лишь в общих чертах и сенаторы каждый раз должны договариваться о деталях. Республиканцы способны установить правила самостоятельно, поскольку для принятия решения в Сенате необходим 51 голос, а партия имеет в верхней палате Конгресса 53 места.
3 декабря спецкомитет по разведке Палаты представителей США одобрил доклад по импичменту. 4 декабря состоялось заседание судебного комитета Палаты представителей, на которое пригласили профессоров-юристов, которые должны были проанализировать факты, изложенные в докладе спецкомитета по разведке, и выстроить из них юридически корректное «дело по импичменту». Председатель судебного комитета Джеррольд Надлер заявил, что все три части расследования по импичменту Трампа отвечают имеющимся требованиям и процедура импичмента правомерна. 5 декабря спикер Палаты представителей Нэнси Пелоси в телеобращении попросила лидеров нескольких комитетов Палаты представителей сформулировать конкретные обвинения в адрес президента Трампа для дальнейшего голосования полного состава палаты. По сообщениям американских СМИ, демократы рассчитывают вынести представление к импичменту на голосование до конца года — в случае успеха голосования Сенат уже в январе рассмотрит вопрос о признании президента Трампа виновным и, скорее всего, оправдает его.
10 декабря Палата представителей выдвинула официальные обвинения в рамках процедуры импичмента Дональда Трампа. Они включают злоупотребление властью и воспрепятствование работе Конгресса, что, по мнению оппонентов президента, служит достаточным основанием для его отстранения от должности.

## Финальные дебаты Палаты представителей и оглашение импичмента
18 декабря 2019 года Палата представителей Конгресса США провела финальные дебаты по импичменту в отношении президента США Дональда Трампа. После обсуждения было проведено отдельное голосование по каждой из двух статей обвинения против Трампа — «злоупотребление властью» и «препятствование расследованию Конгресса».

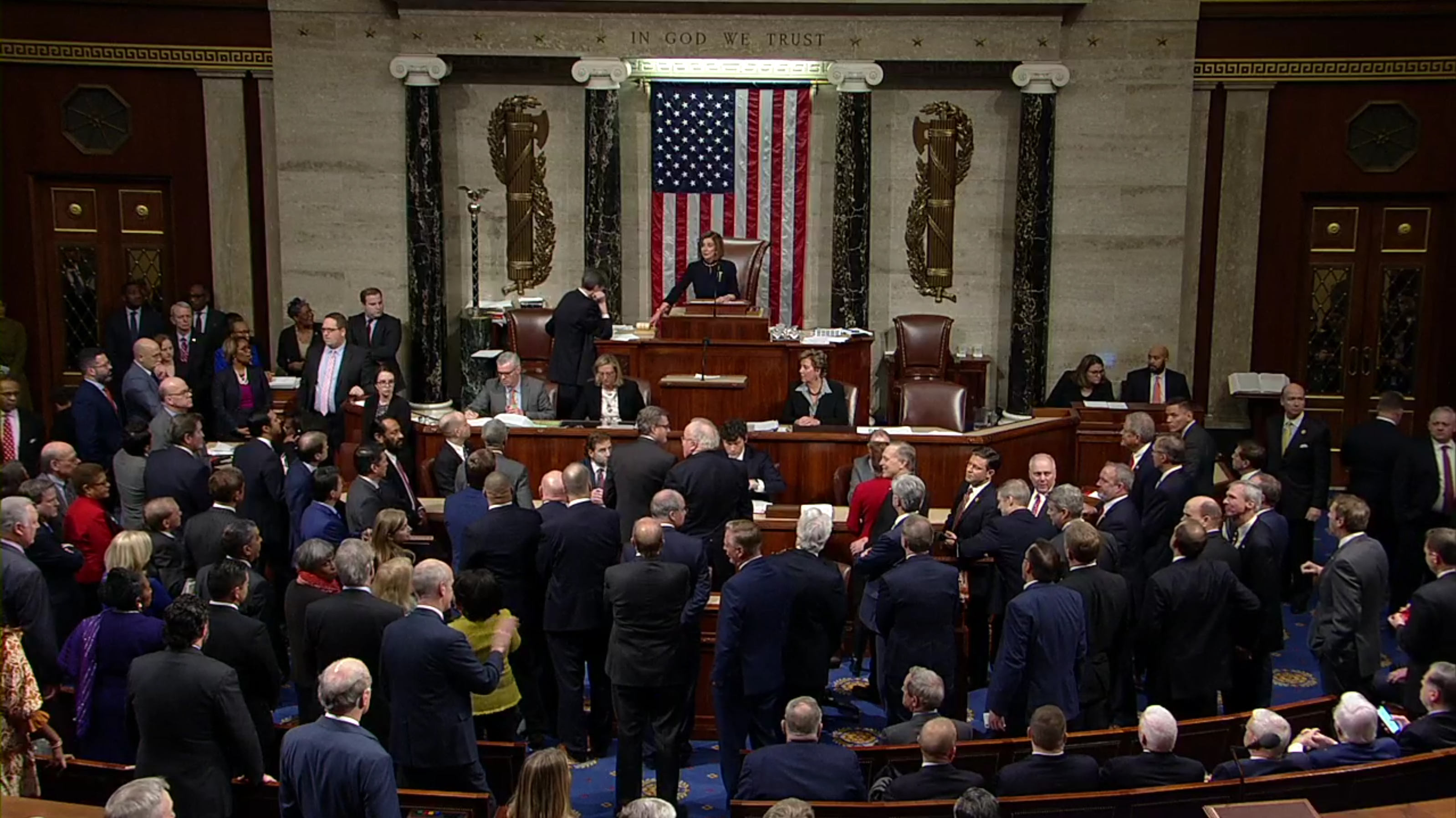
Голосование в Палате представителей Конгресса США при утверждении статей обвинения президента США Дональда Трампа в рамках процедуры импичмента

Открывая дебаты, спикер Палаты представителей Нэнси Пелоси заявила, что считает «установленным фактом» то, что президент страны нарушил Конституцию США, а самого Трампа назвала «постоянной угрозой для национальной безопасности страны».
Лидер республиканского меньшинства Кевин Маккарти предложил резолюцию, осуждающую действия председателя юридического комитета Джерролда Надлера и главы спецкомитета по разведке Адама Шиффа, обвинив их в «злоупотреблении и превышении своих полномочий председателей комитетов», но демократы потребовали снять документ с обсуждения.

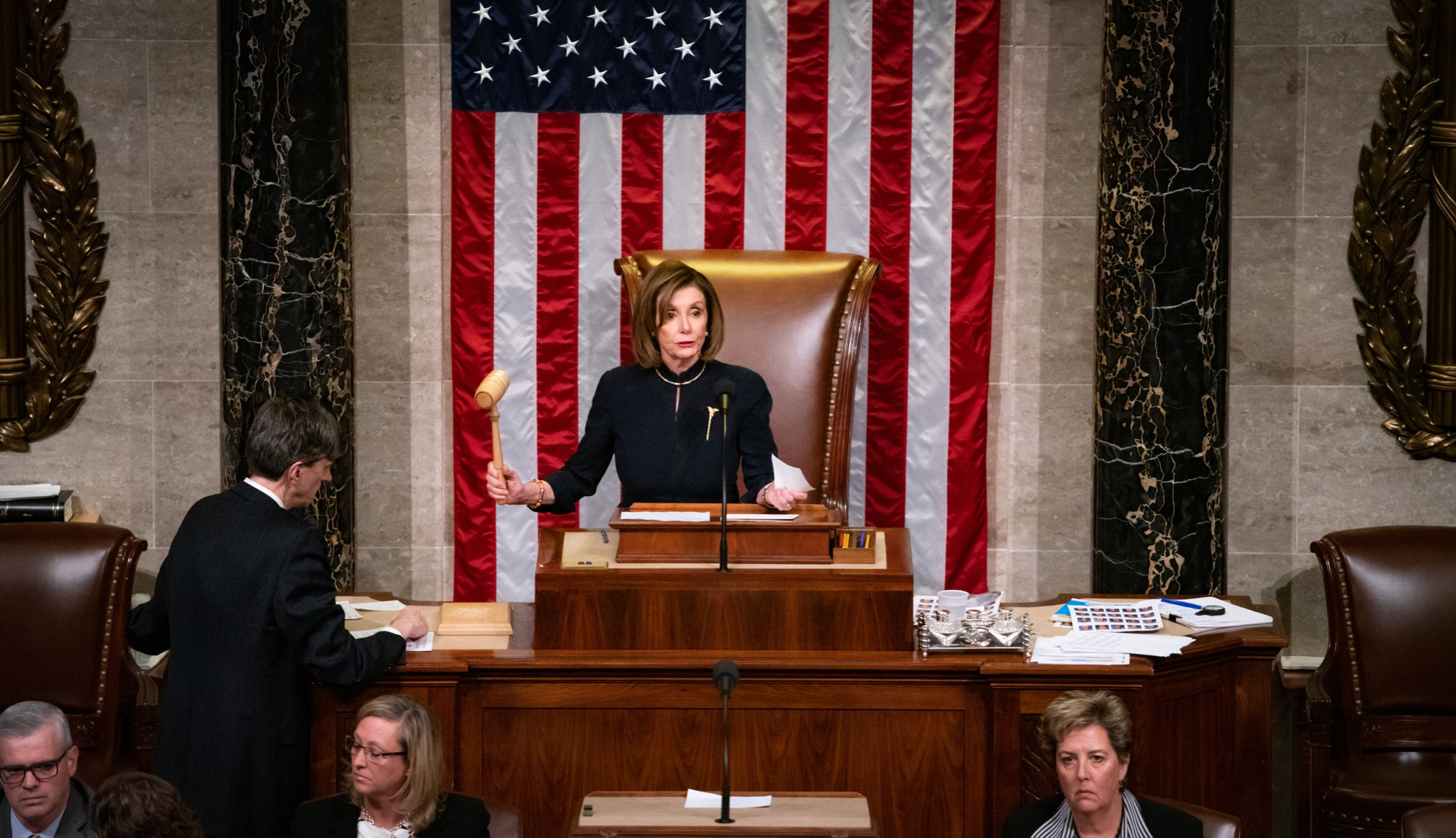
Спикер Палаты представителей Конгресса США Нэнси Пелоси оглашает результаты голосования по импичменту президента Трампа

В финале заседания была утверждена первая статья обвинений против президента («злоупотребление властью»). Результат голосования: 230 голосов за, 197 — против, один воздержался. Таким образом, было принято решение объявить импичмент президенту.
После этого конгрессмены утвердили вторую статью обвинений («препятствование Конгрессу»); результат голосования — 229 голосов за, 198 — против, при одном воздержавшемся.
Среди американских юристов существует дискуссия, какую именно дату считать моментом начала импичмента — 18 декабря 2019 года (сам день утверждения Палатой представителей статей обвинения) или 15 января 2020 года — день, когда после длительной задержки обвинения были переданы в Сенат. Сайт Офиса историка Палаты представителей Конгресса США всё же датирует момент импичмента Дональда Трампа 2019 годом.

## Подготовка к проведению слушаний по импичменту в Сенате США
После голосования в Палате представителей её решение передаётся в Сенат, который должен окончательно решить судьбу президента США.
По сообщению телекомпании CNN, 18 декабря лидер республиканского большинства в Сенате США Митч Макконнелл пообещал до 22 декабря объявить дату начала процедуры импичмента в верхней палате Конгресса США.
19 декабря Дональд Трамп призвал «немедленно начать процесс по импичменту в Сенате» и намекнул, что причина, по которой демократы в Палате представителей не передали дело об импичменте в Сенат, — боязнь, что «показания там придётся давать и обоим Байденам и осведомителю», написавшему жалобу на Трампа, приведшую к импичменту.
Требование «немедленно передать обвинительное заключение в Сенат в рамках процедуры импичмента» Трамп повторил уже публично 21 декабря, выступая перед избирателями во Флориде, и обвинил конгрессменов-демократов в том, что, задерживая передачу дела, они «нарушают американскую конституцию».
24 декабря стало известно, что конгрессмены-демократы могут предъявить президенту США новые обвинения в рамках импичмента в дополнение к уже утверждённым — это намерение было представлено как формальный повод не передавать дело об импичменте в Сенат. В этот же день Дональд Трамп вновь выразил возмущение тем, что демократы задерживают начало рассмотрения обвинений в Сенате, отказываясь отправлять статьи обвинения в верхнюю палату. Президент заявлял, что таким образом конгрессмены-демократы пытаются «подчинить себе Сенат»: «Какое право сумасшедшая Нэнси имеет на то, чтобы затягивать процесс в Сенате? Никакого! У неё плохие доказательства, и она стремится сделать так, чтобы результат не оказался для неё отрицательным. Охота на ведьм должна закончиться сейчас же процессом в Сенате».
24 декабря лидер республиканцев в Сенате Митч Макконнелл сообщил в интервью телеканалу Fox News, что допускает вызов свидетелей для дачи показаний во время рассмотрения обвинений в адрес Дональда Трампа в верхней палате Конгресса, но при этом пояснил, что из-за задержки сенаторы «оказались в тупике и ничего не могут поделать, пока спикер Палаты представителей не передаст им бумаги».
1 января 2020 года личный адвокат Дональда Трампа Руди Джулиани сообщил телеканалу ABC, что готов представлять интересы президента США в ходе процесса по импичменту в Сенате, а также готов дать свидетельские показания по сути обвинений.
9 января Дональд Трамп назвал четырёх ключевых свидетелей, которых он требует допросить в Сенате в рамках процесса импичмента: бывшего вице-президента США Джозефа Байдена, его сына Хантера Байдена, осведомителя, написавшего на него жалобу, и главу спецкомитета по разведке Палаты представителей Адама Шиффа.
Финальное голосование в Палате представителей по резолюции о передаче обвинительного заключения в рамках процедуры импичмента Дональда Трампа после долгих задержек было назначено на 15 января.
16 января Счётная Палата Конгресса опубликовала заключение о незаконности задержки президентской администрацией финансовой помощи Украине, одобренной Конгрессом.
В конце января в прессе была опубликована информация, что запрет на предоставление военной помощи Украине был снят Белым домом ещё 11 сентября, и Украина успела получить полагавшиеся ей в 2019 году средства до окончания финансового года.

## Судебное разбирательство в Сенате Конгресса США

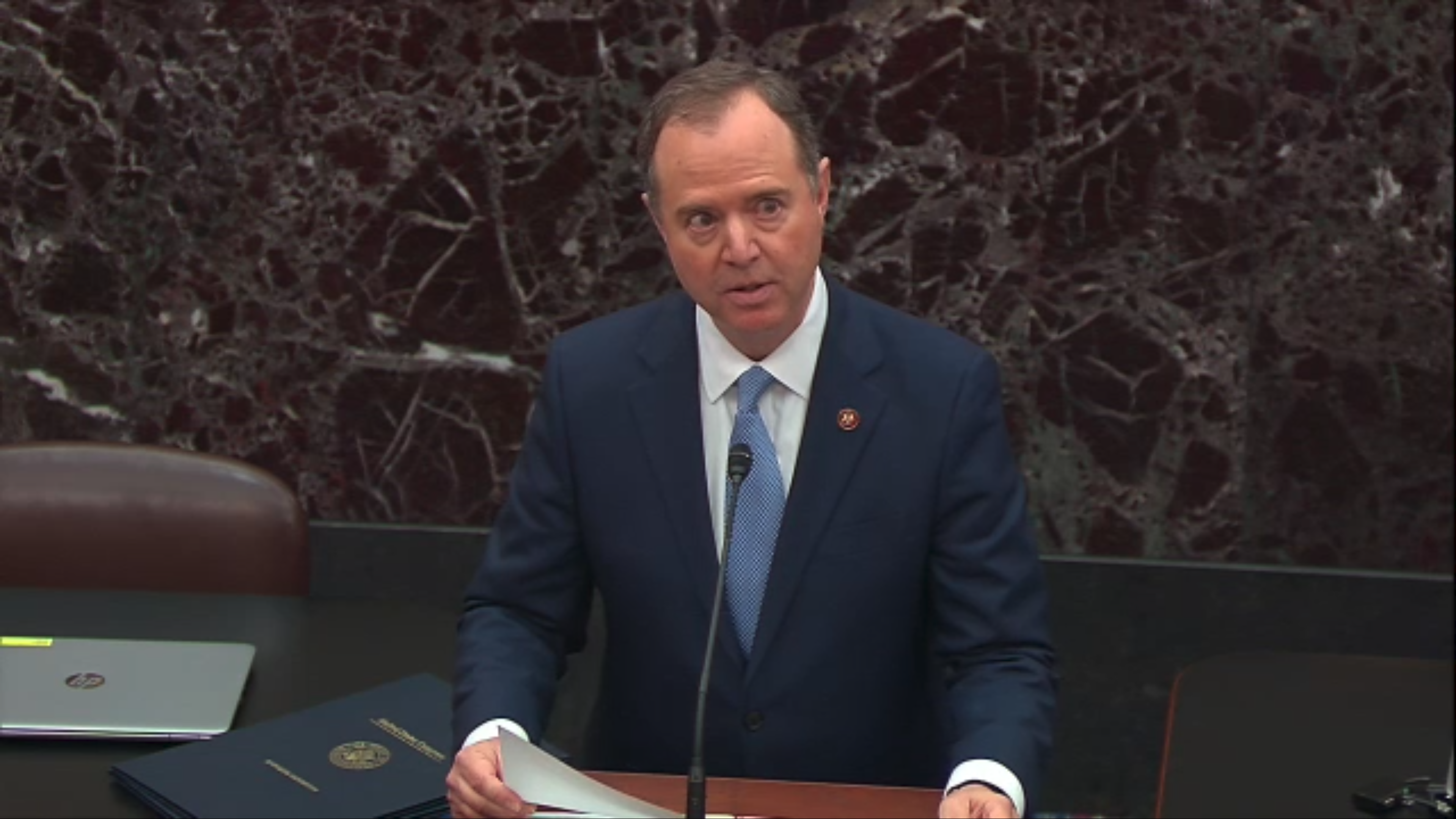
Конгрессмен Адам Шифф зачитывает в Сенате США статьи обвинения президенту США Дональду Трампу в рамках процедуры импичмента

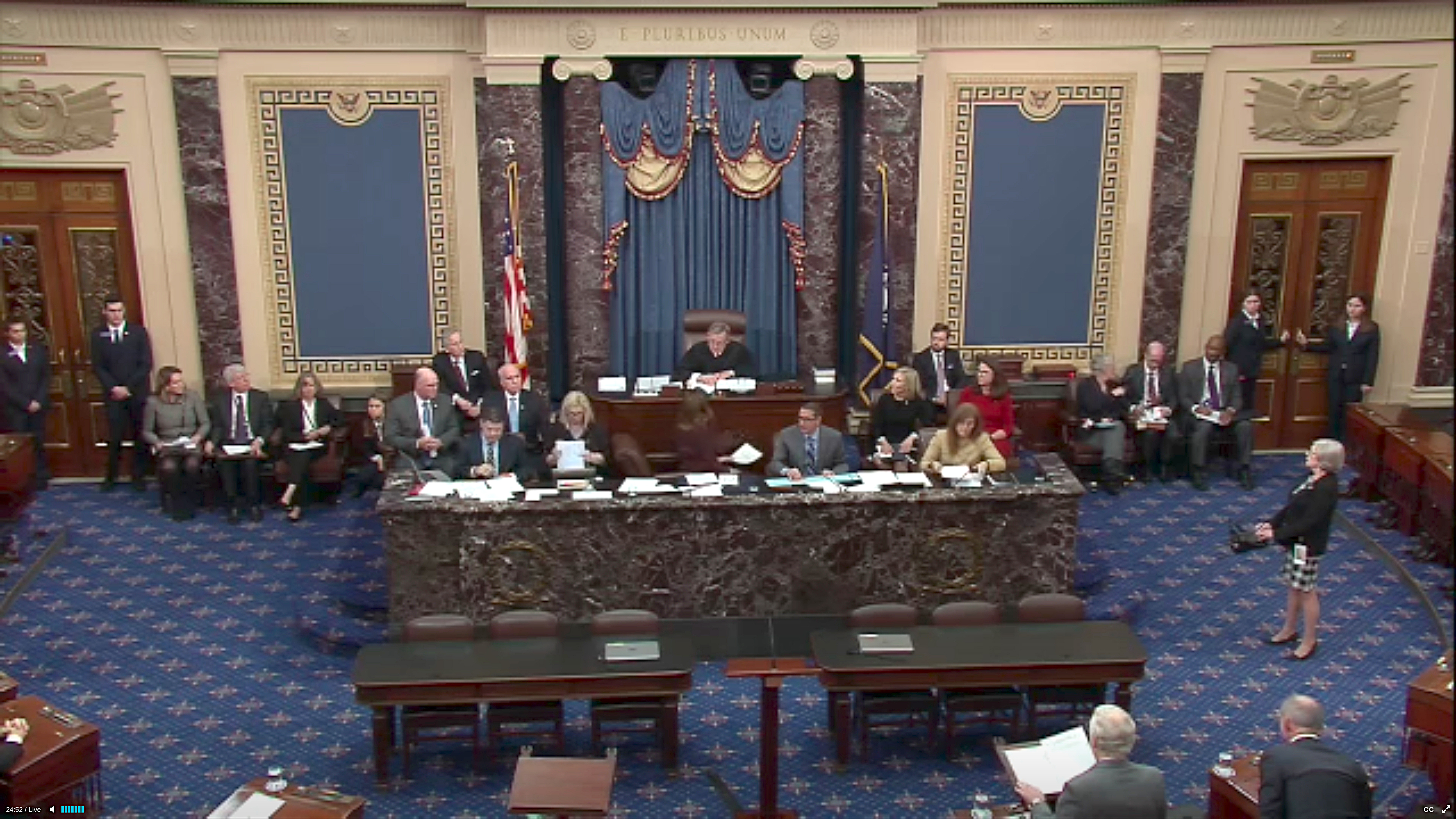
Заседание Сената по процедуре импичмента под председательством главы Верховного суда США

16 января 2020 года в Сенате Конгресса США были официально представлены статьи обвинений в адрес президента Дональда Трампа в рамках процедуры суда над президентом. В Сенате приняли семерых уполномоченных Палаты представителей, которые передали коллегам две статьи обвинений. Таким образом была формально начата вторая часть процесса. В этот же день к присяге были приведены председатель Верховного суда США Джон Робертс (под его председательством проходило судебное разбирательство) и все сенаторы.
В команду юристов, которые защищали Дональда Трампа в ходе слушаний по его импичменту в Сенате, вошли бывшие спецпрокуроры по делу об импичменте президента Билла Клинтона Кеннет Старр и Роберт Рэй, а также бывший профессор конституционного права Гарвардского университета Алан Дершовиц (известный своими выступлениями на телевидении в защиту Трампа), бывший генеральный прокурор Флориды Пэм Бонди и бывший федеральный прокурор Джейн Раскин (защищала Трампа в рамках расследования спецпрокурора Роберта Мюллера о российском вмешательстве в американские выборы 2016 года).
Первое заседание состоялось 21 января. На нём обсуждались правила проведения сенатского судебного процесса. Лидер республиканского большинства в Сенате Митч Макконнелл выступил с инициативой принять резолюцию, которая позволила бы провести процесс в ускоренном режиме — по аналогии со слушаниями об импичменте Билла Клинтона. Демократы это предложение подвергли критике, усмотрев в нём попытку «скрыть правду от Сената и от американского народа».
В результате заседания первого дня все поправки стороны обвинения были отклонены. В течение последовавших трёх дней сторона обвинения зачитывала обвинения президенту.
25 января слово было передано стороне защиты. Вечером 28 января защита Трампа завершила представление аргументов, и Сенат перешёл к следующему этапу рассмотрения дела — ответам защитников и обвинителей на вопросы сенаторов, на что выделили 16 часов.
Стадия письменных вопросов сенаторов (их зачитывал Джон Робертс) началась 29 января. Основная тактика, к которой прибегла сторона обвинения, было истребование дополнительных документов, а также требование вызвать свидетелей (в том числе бывшего помощника президента Трампа по национальной безопасности Джона Болтона и исполняющего обязанности руководителя аппарата Белого дома Мика Малвэйни). В качестве основания для вызова Болтона были названы содержащиеся в рукописи его новой книги утверждения, что в разговоре с ним Дональд Трамп якобы напрямую увязывал предоставление Украине военной помощи с расследованием по Байденам. 31 января Сенат заблокировал вызов свидетелей и запрос документов.
5 февраля президент США Дональд Трамп был оправдан по обеим статьям обвинения. По первому обвинению (в злоупотреблении властью) Трамп был оправдан 52 голосами против 48, по второму (воспрепятствование Конгрессу) — 53 голосами против 47. Из республиканцев за признание вины президента по первой статье обвинений высказался только сенатор от штата Юта Митт Ромни, по второй статье республиканцы единогласно проголосовали за оправдание Дональда Трампа, демократы — единогласно за признание его виновным.
Решение Сената является окончательным и не подлежит обжалованию. Таким образом процесс суда над президентом завершился.

## Реакция Дональда Трампа
Дональд Трамп обвинял демократов, инициировавших импичмент, в «политически ангажированных действиях», «лжи» и «нападениях на Республиканскую партию».
17 декабря Белый дом распространил открытое письмо Трампа в адрес спикера Палаты представителей, в котором он выразил «решительный и сильнейший протест против партийной кампании по импичменту, проводимой демократами».
В конце декабря Трамп заявил, что «начатая демократами процедура импичмента серьёзно затруднила ему возможность работать с иностранными лидерами».
В середине января 2020 года, комментируя требование демократов обеспечить честный процесс в Сенате в рамках процедуры импичмента, Трамп назвал состоявшиеся в 2019 году слушания в Палате представителей «самыми предвзятыми и нечестными в истории Конгресса».
19 января в связи с передачей дела об импичменте в Сенат юристы Дональда Трампа распространили заявление от его имени, назвав обвинения, утверждённые Палатой представителей, «опасным нападением на право американцев свободно выбирать своего президента» и «наглой и противоправной попыткой отменить результаты выборов 2016 года и вмешаться в выборы 2020 года».
23 января, в разгар слушаний в Сенате США, Дональд Трамп установил новый личный рекорд по количеству сообщений, размещённых им за день в Twitter, опубликовав за неполный день 142 твита.
6 февраля, выступая в Белом доме, Дональд Трамп впервые прокомментировал решение Сената, оправдавшего его в ходе процесса импичмента. По словам президента США, для него импичмент был «адом», а мотивация демократов, инициировавших процесс, «была политической». Трамп назвал происходившее в Конгрессе «гнилым сговором некоторых больных, злых людей» и принёс извинения своей семье за то, через что ей «пришлось пройти».

## Общественное мнение в США по поводу импичмента Трампу
Социологические службы США постоянно отслеживали отношение американцев к Дональду Трампу, и данные опросов общественного мнения на протяжении всего времени, пока продолжался процесс, свидетельствовали, что мнения разделились поровну.
В середине декабря 2019 года опрос издания Wall Street Journal и телеканала NBC News показал, что 48 % опрошенных поддерживают импичмент, такое же количество респондентов — 48 % — выступают против.
В начале февраля 2020 года (уже после оправдания Дональда Трампа Сенатом и завершения процесса импичмента), согласно опросу, проведённому по заказу агентства Reuters, 43 % американцев заявили, что считают решение сенаторов верным, 41 % опрошенных считает его ошибкой, остальные не дали однозначного ответа.

## Второй импичмент Дональда Трампа (2021 год)
Попытка второго импичмента президента Трампа была инициирована Палатой представителей после событий на Капитолийском холме в январе 2021 года. Сторонники отставки президента предлагали вице-президенту Пенсу отрешить Трампа от власти на основании 25-й поправки Конституции и начать процедуру импичмента, но Пенс отказался пользоваться данной поправкой во избежание создания «опасного прецедента». 13 января 2021 года Палата представителей Конгресса США большинством голосов поддержала предложение импичмента Дональду Трампу, таким образом Трамп стал первым президентом в истории США, которому дважды объявляли импичмент.

## Особенности процедуры импичмента в США
Импичмент и суд над президентом, согласно Конституции США, предусматривает привлечение президента к ответственности, если «он будет признан виновным в измене, взяточничестве или других тяжких преступлениях и проступках».
Исключительной прерогативой формулировать и выдвигать обвинение обладает Палата представителей. Здесь должно быть проведено голосование за то, чтобы передать вопрос на рассмотрение юридического комитета Палаты представителей, где проводится расследование обвинений. Если основания для импичмента обнаружены, готовится фактическое обвинительное заключение, которое после утверждения комитетом направляется на рассмотрение Палаты представителей в полном составе, где для его утверждения требуется простое большинство голосов.
Если Палата представителей поддерживает обвинения (тем самым объявив импичмент), следующим шагом становится суд над президентом в верхней палате Конгресса — Сенате. Обвинения передаются в Сенат Конгресса, где процедура превращается в судебный процесс, на котором Палата представителей фактически выступает стороной обвинения, а сенаторы выполняют роль членов суда присяжных. Дата начала этого процесса напрямую зависит от того, когда Палата представителей передаст сенаторам обвинительное заключение, для чего необходимо провести отдельное голосование. Перед этим должны быть объявлены имена законодателей (так называемых «управляющих»), которых в случае одобрения резолюции о передаче сенаторам обвинительного заключения уполномочат представлять нижнюю палату на судебном процессе в Сенате.
Чтобы отстранение президента от должности состоялось, необходимо не менее двух третей голосов сенаторов (не менее 67 из 100). Сенат в 2020 году контролировали республиканцы. Таким образом, шансов на то, чтобы Сенат поддержал импичмент, практически не было.
Скандал, однако, разразился в условиях начинающейся предвыборной кампании к выборам 2020 года, на которых Дональд Трамп добивался переизбрания. Хотя отстранить президента не удалось, расследование стало для Демократической партии благоприятным фоном для борьбы против действующего президента.